# リュウテン属
リュウテン属（リュウテンぞく、竜天属、学名：Turbo）は、腹足綱古腹足目リュウテン科（別名：リュウテンサザエ科、サザエ科）に分類される巻貝の一群で、リュウテン科のタイプ属である。リュウテン属のタイプ種はリュウテン（Turbo (Turbo) petholatus Linnaeus, 1758）。
リュウテン属は海洋性の巻貝で、鰓があり、世界中の熱帯～温帯域に生息し、20cm以上になる大型の種から1cm程度の小型種まで多くの種がある。日本ではサザエが食用貝としてよく知られており、蓋はほぼ円形の少旋型で殻口をぴったりと塞ぐことができ、その表面には厚く炭酸カルシウムの層が沈着するのが特徴である。しばしば殻の表面にコブ状の突起を持つが、サザエのように長い突起を具える種はむしろ少数である。
食用にされる種も多いほか、ヤコウガイの貝殻は螺鈿細工などの工芸品に、リュウテンの蓋はアクセサリーなどにも用いられる。

## 分類

### サザエ亜属Batillus

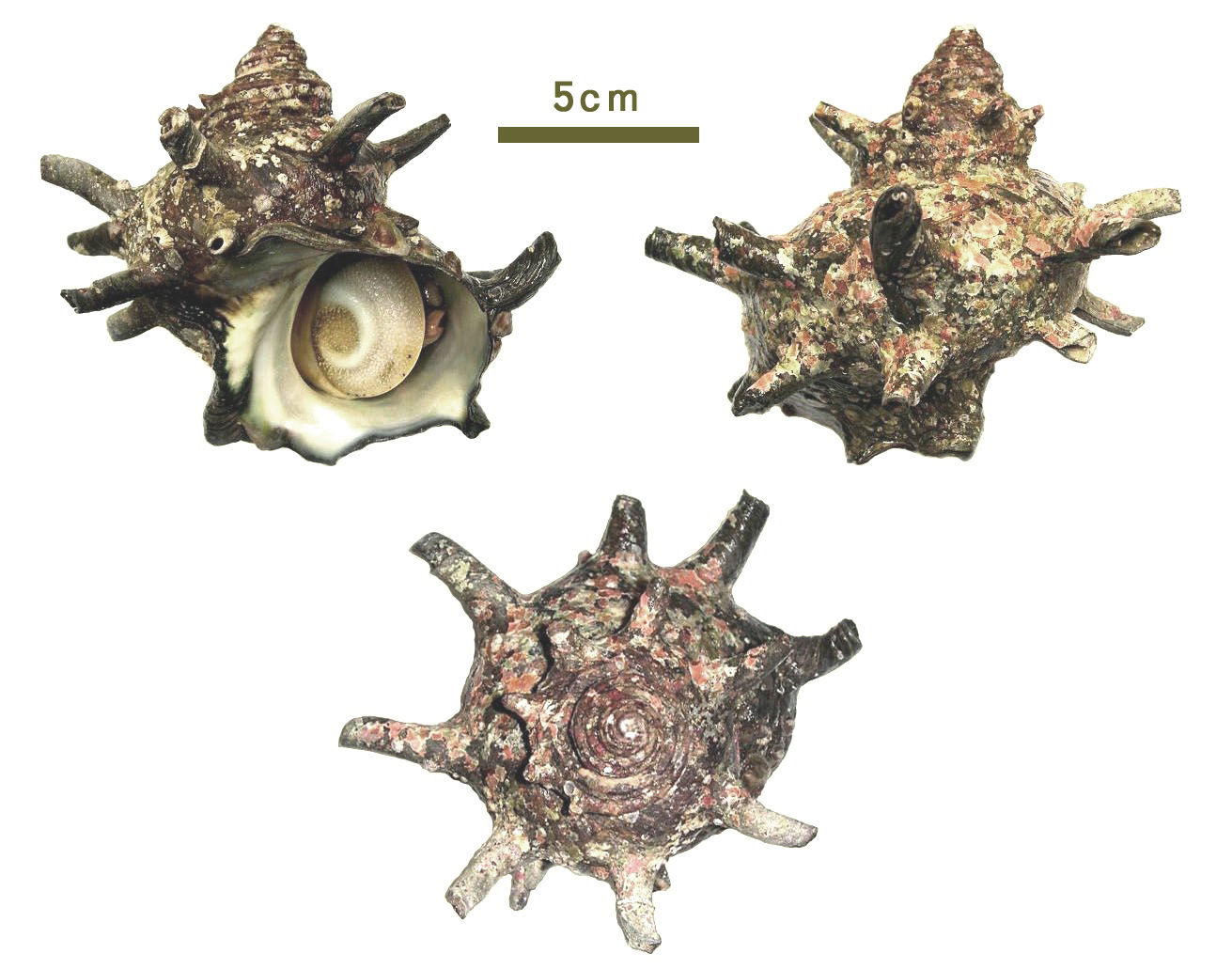
サザエ
（千葉県産）

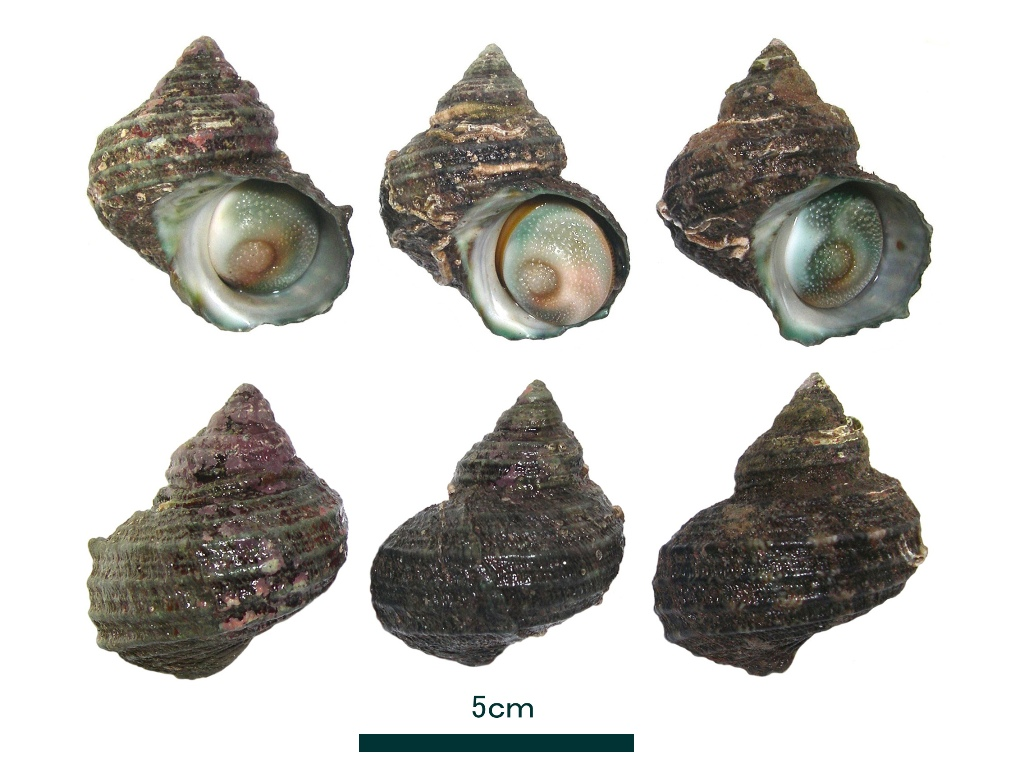
ナンカイサザエ
（中国沿岸産）

サザエ亜属（Batillus）のタイプ種はサザエ。螺旋状のウネと小さく棘立つ顆粒のある蓋を特徴とする。従来はサザエ1種のみが知られていたが、1995年以降2種が追加され、現在は次の3種が知られる。ナンカイサザエの分布は、東シナ海付近の空白地帯を挟んでサザエのそれと大きく隔たっているが、化石は沖縄からも出ている。サザエとナンカイサザエの化石は鮮新世以降から出現するが、両種はより古い時代（中新世～鮮新世）の本州-沖縄から出土するムカシサザエ Turbo (Batillus) priscus Ozawa et Tomida, 1996 （絶滅種）を共通の祖先として鮮新世に種分化したと推定されている（小澤・冨田、1996）。
サザエ（栄螺、Turbo sazae Fukuda, 2017）
北海道南部～九州、朝鮮半島。鮮新世以降から化石が出現し現在に至る。個体によって棘が非常によく発達し、蓋には明瞭な螺旋状のウネがある。
ナンカイサザエ（南海～、Turbo (Battilus) cornutus Lightfoot, 1786）

現在は中国大陸沿岸と台湾の一部に生息するが、鮮新世～更新世の化石は沖縄からも出土する。従来サザエと混同され、1995年にサザエとは分けられ新種として記載されたが、中国産のものがTurbo cornutusであることが判明した。サザエに極めて近縁で大変良く似ているが、ナンカイサザエは成貝でも殻高が7-8cm程度とやや小型なこと、殻の棘の発達が弱いこと、螺肋が細かく数が多いこと、蓋の表面のウネが弱く微小突起の発達も弱いことなどで区別される。日本では小型のサザエがしばしば「姫サザエ」という流通名で売られるが、本種もサザエより小型であることから、輸入されたものが同名で売られることがある。
ムカシサザエ（昔～、Turbo (Batillus) priscus Ozawa et Tomida, 1996）
中新世～鮮新世にかけて日本周辺に生息していた。上記の現生2種の共通の祖先と推定される化石種で、殻の棘がサザエほどには発達せず、蓋のウネも弱いなど、2種の中間的な形質を示す。

### ニシキサザエ亜属Callopomella
ニシキサザエ（錦栄螺、Turbo (Callopomella) excellens Sowerby, 1914）
伊豆半島から沖縄に分布。

### ヤコウガイ亜属Lunatica

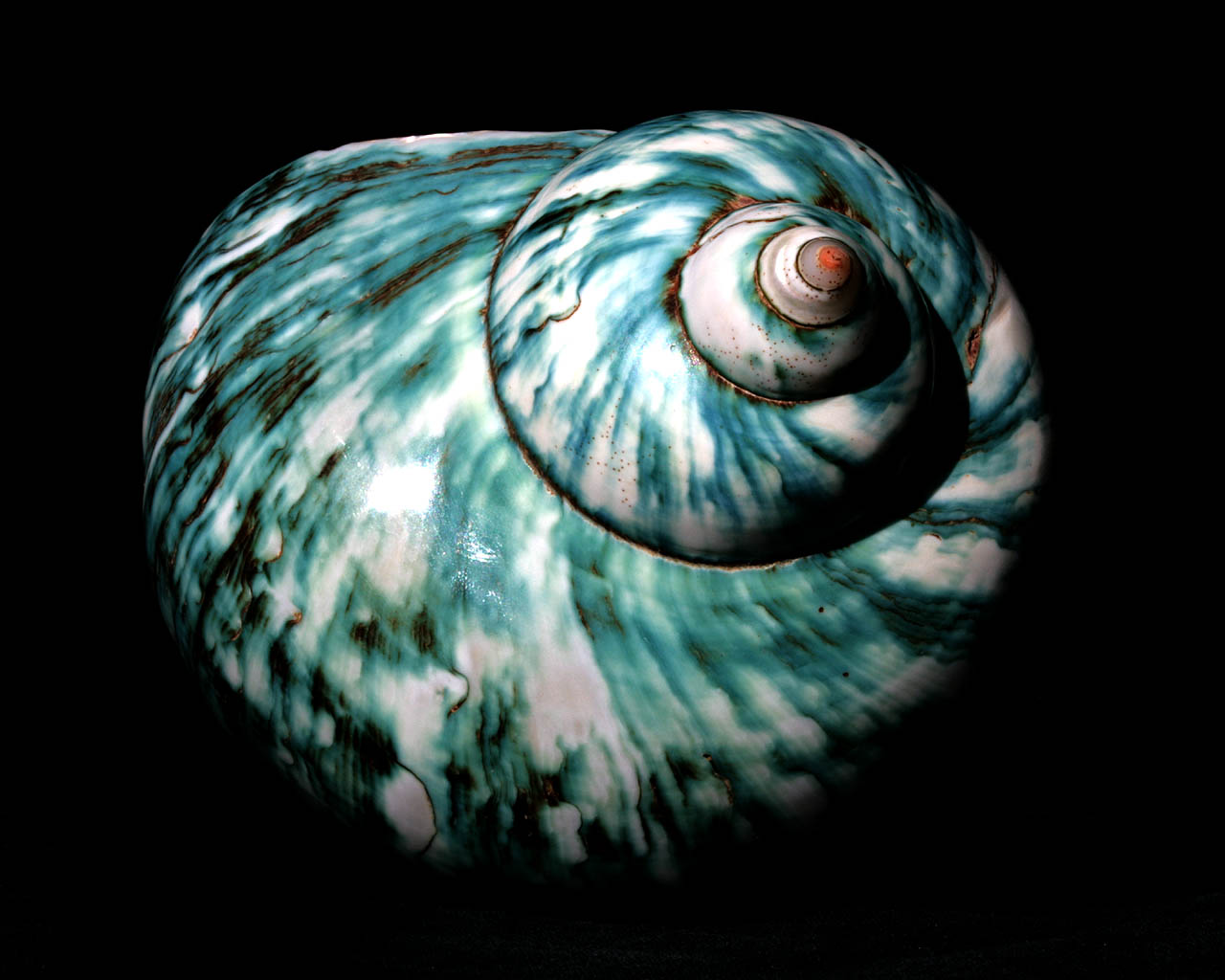
ヤコウガイ
（マダガスカル産）

ヤコウガイ（夜光貝、Turbo (Lunatica) marmoratus Linnaeus, 1758）
九州南部～西太平洋およびインド洋熱帯域に分布。英名はGreat Green Turban。

### スガイ亜属Lunella
カンギク（寒菊、Turbo (Lunella) coronatus Gmelin, 1791）
スガイ亜属のタイプ種。紀伊半島以南の西太平洋からインド洋（南アフリカ共和国まで）での潮間帯岩礁地に生息する。
スガイ（酢貝、Turbo (Lunella) coronatus coreensis (Recluz, 1853)）
北海道南部～九州南部、朝鮮半島、中国沿岸に分布。英名はCoronate Moon Turban。
オオベソスガイ（大臍酢貝、Turbo (Lunella) cinereus Born, 1778）
殻径4cm前後。食用。奄美群島以南の熱帯太平洋の潮間帯の岩礁、転石地に分布。
オガサワラスガイ（Turbo (Lunella) ogasawaranus (Nakanao, Takahashi et Ozawa, 2007)
永らく有効な学名のない種であったが、2007年に新種として記載された。殻径は最大で4cm前後になる。小笠原諸島の父島と兄島の波静かな転石海岸の潮間帯に生息する。
クロダスガイ（Turbo (Lunella) kurodai (Itoigawa, 1955)）
本州の中新世から知られる化石種。
ミヤラスガイ（Turbo (Lunella) miyarensis (MacNeil, 1964)）
石垣島の宮良層（始新世）から発見された化石種。

### キングチサザエ亜属Marmarostoma
チョウセンサザエ（Turbo (Marmarostoma) argyrostomus Linnaeus, 1758）
小笠原諸島、九州南部～西太平洋熱帯域に分布。英名はSilver-mouth Turban。
キングチサザエ（Turbo (Marmarostoma) chrysostomus Linnaeus, 1758）
沖縄～西太平洋熱帯域に分布。
マルサザエ（Turbo (Marmarostoma) setotus Gmelin, 1791）
小笠原諸島、沖縄～西太平洋熱帯域に分布。
コシダカサザエ Turbo (Marmarostoma) stenogyrus Fischer, 1873）
房総半島以南～西太平洋熱帯域に分布。
ヒダトリサザエ（Turbo squamosus）
オーストラリアの西オーストラリア州からクイーンズランド州とパプアニューギニアに分布。英名はSquamose Turban。
クリイロサザエ （Turbo castanea）
アメリカ合衆国ノースカロライナ州からブラジルにかけて分布。英名はChestnut Turban。

### リュウテン亜属Turbo

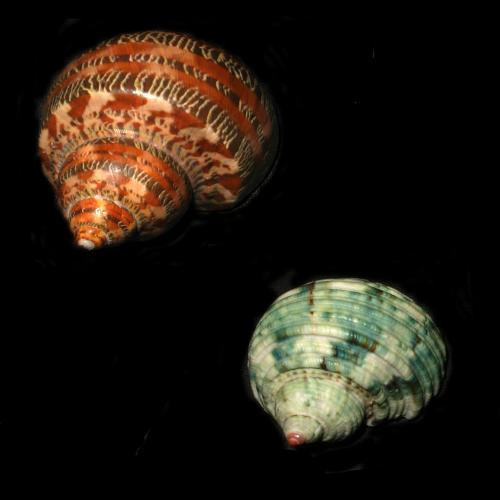
リュウテン（上）とチョウセンサザエ（下）

リュウテン（龍天、Turbo (Turbo) petholatus Linnaeus, 1758）
九州南部～西太平洋熱帯域に分布。別名リュウテンサザエ。英名はTapestry Turban。
タツマキサザエ （龍巻栄螺、Turbo (Turbo) reevei Philippi, 1847）
伊豆諸島、紀伊半島以南～西太平洋熱帯域に分布。英名はReeve's TurbanまたはTapestry Turban。

### シドニーサザエ亜属Ninella
シドニーサザエ（Turbo (Ninella) torquatus）
オーストラリアの西オーストラリア州、ニューサウスウェールズ州、南オーストラリア州に分布。

### コガタマキミゾサザエ亜属Taeniaturbo

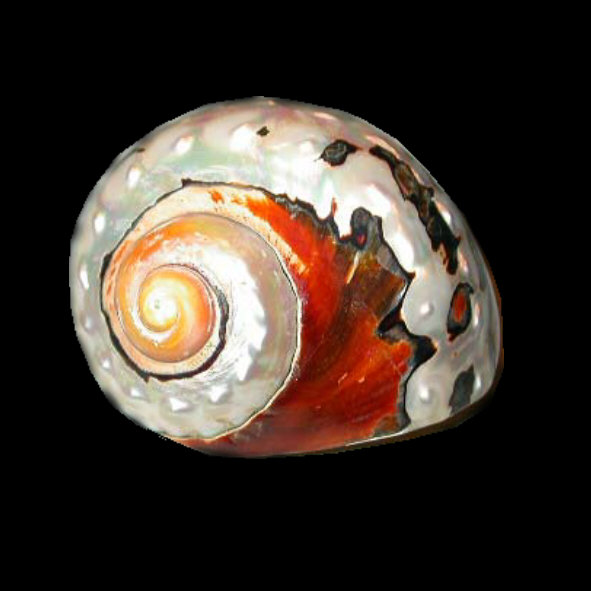
リュウオウスガイ（T. sarmaticus）、磨いたもの

コガタマキミゾサザエ（Turbo (Taeniaturbo) cailletii）
アメリカ合衆国フロリダ州南東部からカリブ海にかけて分布。英名はFilose Turban。

### リュウオウスガイ亜属Sarmaticus
ツヤサザエ Turbo (Sarmaticus) cidaris
アンゴラから南アフリカ共和国のポートアルフレッド、インドネシアにかけて分布。英名はCrown Turban。
ナタールサザエ Turbo (Sarmaticus) cidaris natalensis
南アフリカ共和国のポートアルフレッドからダーバンにかけて分布。英名はNatal Turban。